# Diplazium latifolium
Diplazium latifolium är en majbräkenväxtart som först beskrevs av David Don och som fick sitt nu gällande namn av Thomas Moore.
Diplazium latifolium ingår i släktet Diplazium och familjen Athyriaceae. Inga underarter finns listade i Catalogue of Life.